# 3%
3% (tên tiếng Bồ Đào Nha Brasil: Três por cento, phát âm [tɾe(j)s puʁ ˈsẽ.tu]) là bộ phim truyền hình trực tuyến thể loại kịch tính, phản địa đàng của Brasil được tạo ra bởi Pedro Aguilera, với hai diễn viên chính là João Miguel và Bianca Comparato. Phim được phát triển từ một tập phim độc lập năm 2009, dây là loạt phim truyền hình gốc tiếng Bồ Đào Nha đầu tiên của Netflix đồng thời là bộ phim thứ hai không nói tiếng Anh được sản xuất sau loạt phim nói tiếng Tây Ban Nha Phi vụ triệu đô.
Mùa đầu tiên của phim có 8 tập, được phát hành toàn cầu trên nền tảng chiếu phim trực tuyến Netflix vào ngày 25 tháng 11, 2016. Vào tháng 12 cùng năm, Netflix công bố sẽ ra mắt phần thứ hai gồm 10 tập vào được ra mắt ngày 27 tháng 4, 2018. Vào tháng 6 năm 2018, loạt phim tiếp tục được thông báo sẽ ra mắt phần tiếp theo với 8 tập vào ngày 7 tháng 6, 2019. Tháng 8 năm 2019, Netflix tiếp tục sản xuất phần thứ tư của loạt phim đồng thời cũng là phần cuối cùng với 7 tập vào ngày 14 tháng 8, 2020.

## Nội dung
Bộ phim lấy bối cảnh ở một tương lai không xác định. Lúc bấy giờ, xã hội loài người được chia ra làm hai nhóm chính: Inland "Đất liền" và Offshore "Ngoài khơi". Hai nơi này giống như hai thế giới đối lập với nhau hoàn toàn. Inland là một vùng đất mà những con người ở đó, phải sống trong sự nghèo khổ, cùng cực và lạc hậu, còn Offshore lại là một nơi vô cùng văn minh, hiện đại và sạch sẽ. Mỗi năm, sẽ có một cuộc tuyển chọn gọi là The Process "Quá trình", người tham gia là tất cả thanh thiếu niên đủ 20 tuổi ở Inland. Họ sẽ tham gia vào The Process để giành lấy cơ hội để được chuyển đến Offshore sinh sống. The Process sẽ tạo ra nhiều thử thách và loại từng người một cho đến khi chỉ còn 3% thí sinh tham gia. Những người tham gia thất bại sẽ bỏ mạng ở đó, còn nếu sống sót, họ sẽ được trả về Inland. Còn 3% thí sinh thành công, họ sẽ được tiêm một loại thuốc triệt sản, chữa bệnh hoàn toàn kể cả khuyết tật và sau đó, tất cả sẽ được chuyển đến Offshore sinh sống.

## Diễn viên

### Nhân vật chính
- João Miguel vai Ezequiel (mùa 1–2)
- Bianca Comparato vai Michele Santana
- Michel Gomes vai Fernando Carvalho (mùa 1–2)
- Rodolfo Valente vai Rafael Moreira
- Vaneza Oliveira vai Joana Coelho
- Rafael Lozano vai Marco Álvares
- Viviane Porto vai Aline (mùa 1; khách mời mùa 2)
- Samuel de Assis vai Silas (mùa 2; khách mời mùa 4)
- Cynthia Senek vai Glória (mùa 2–4)
- Laila Garin vai Marcela Álvares (mùa 2–4)
- Bruno Fagundes vai André Santana (mùa 2–4)
- Thais Lago vai Elisa (mùa 2–4)
- Amanda Magalhães vai Natália (mùa 4; nhân vật phụ mùa 2–3)
- Fernando Rubro vai Xavier (mùa 4; nhân vật phụ mùa 3)

### Nhân vật phụ
- Mel Fronckowiak vai Júlia (mùa 1; khách mời mùa 2)
- Sérgio Mamberti vai Matheus (mùa 1)
- Zezé Motta vai Nair
- Celso Frateschi vai Ông lão (mùa 1–2; khách mời mùa 4)
- Luciana Paes vai Cássia (mùa 1–2; khách mời mùa 4)
- Dárcio de Oliveira vai Antônio (mùa 1–2; khách mời mùa 3–4)
- Luana Tanaka vai Ágata (mùa 1)
- Roberta Calza vai Ivana (mùa 1–2; khách mời mùa 3)
- Rita Batata vai Denise (mùa 1, 4)
- Leonardo Garcez vai Daniel (mùa 1; khách mời mùa 2)
- Clarissa Kiste vai Luciana (mùa 1)
- Júlio Silvério vai Otávio (mùa 1)
- Thiago Amaral vai Álvaro (mùa 1; khách mời mùa 2)
- César Gouvêa vai César (mùa 1)
- Geraldo Rodrigues vai Geraldo (mùa 1)
- Ediana Souza vai Camila (mùa 1; khách mời mùa 2)
- Fernanda Vasconcellos vai Laís (mùa 2; khách mời mùa 3–4)
- Maria Flor vai Samira (mùa 2; khách mời mùa 4)
- Silvio Guindane vai Vítor (mùa 2; khách mời mùa 3–4)
- Marina Matheus vai Ariel (mùa 2; khách mời mùa 3–4)
- Léo Belmonte vai Arthur Moreira (mùa 3–4)
- Guilherme Zanella vai Tadeu (mùa 3)
- Kaique de Jesus vai Ricardo (mùa 3)
- Rafael Losso vai Otávio Bernardes (mùa 3)
- Ney Matogrosso vai Leonardo Álvares (mùa 3; khách mời mùa 4)

## Tập phim
| Mùa | Mùa | Số tập | Số tập | Phát hành gốc        | Phát hành gốc        |
| --- | --- | ------ | ------ | -------------------- | -------------------- |
|     | 1   | 8      | 8      | 25 tháng 11 năm 2016 | 25 tháng 11 năm 2016 |
|     | 2   | 10     | 10     | 27 tháng 4 năm 2018  | 27 tháng 4 năm 2018  |
|     | 3   | 8      | 8      | 7 tháng 6 năm 2019   | 7 tháng 6 năm 2019   |
|     | 4   | 7      | 7      | 14 tháng 8 năm 2020  | 14 tháng 8 năm 2020  |

### Mùa 1 (2016)
| TT. tổng thể | TT. trong mùa phim | Tiêu đề                    | Đạo diễn                          | Biên kịch                                                     | Ngày phát sóng gốc   |
| ------------ | ------------------ | -------------------------- | --------------------------------- | ------------------------------------------------------------- | -------------------- |
| 1            | 1                  | "Chương 01: Khối rubik"    | César Charlone                    | Pedro Aguilera                                                | 25 tháng 11 năm 2016 |
| 2            | 2                  | "Chương 02: Những đồng xu" | Daina Giannecchini & Jotagá Crema | Cássio Koshikumo & Denis Nielsen                              | 25 tháng 11 năm 2016 |
| 3            | 3                  | "Chương 03: Đường hầm"     | Dani Libardi                      | Ivan Nakamura & Denis Nielsen                                 | 25 tháng 11 năm 2016 |
| 4            | 4                  | "Chương 04: Cổng"          | Jotagá Crema                      | Cássio Koshikumo, Ivan Nakamura & Jotagá Crema                | 25 tháng 11 năm 2016 |
| 5            | 5                  | "Chương 05: Nước"          | César Charlone                    | Pedro Aguilera                                                | 25 tháng 11 năm 2016 |
| 6            | 6                  | "Chương 06: Thủy tinh"     | Daina Giannecchini & Dani Libardi | Cássio Koshikumo, Denis Nielsen, Ivan Nakamura & Jotagá Crema | 25 tháng 11 năm 2016 |
| 7            | 7                  | "Chương 07: Viên nang"     | Daina Giannecchini                | Cássio Koshikumo                                              | 25 tháng 11 năm 2016 |
| 8            | 8                  | "Chương 08: Nút"           | César Charlone                    | Denis Nielsen & Pedro Aguilera                                | 25 tháng 11 năm 2016 |

### Mùa 2 (2018)
| TT. tổng thể | TT. trong mùa phim | Tiêu đề                    | Đạo diễn           | Biên kịch                                     | Ngày phát sóng gốc  |
| ------------ | ------------------ | -------------------------- | ------------------ | --------------------------------------------- | ------------------- |
| 9            | 1                  | "Chương 01: Gương soi"     | Philippe Barcinski | Denis Nielsen & Pedro Aguilera                | 27 tháng 4 năm 2018 |
| 10           | 2                  | "Chương 02: Lò nướng bánh" | Daina Giannecchini | Ivan Nakamura                                 | 27 tháng 4 năm 2018 |
| 11           | 3                  | "Chương 03: Nhiễu sóng"    | Daina Giannecchini | André Sirangelo                               | 27 tháng 4 năm 2018 |
| 12           | 4                  | "Chương 04: Khăn ăn"       | Philippe Barcinski | André Sirangelo                               | 27 tháng 4 năm 2018 |
| 13           | 5                  | "Chương 05: Đèn"           | Philippe Barcinski | Ivan Nakamura, Juliana Rojas & Pedro Aguilera | 27 tháng 4 năm 2018 |
| 14           | 6                  | "Chương 06: Chai lọ"       | Dani Libardi       | Guilherme Freitas                             | 27 tháng 4 năm 2018 |
| 15           | 7                  | "Chương 07: Sương mù"      | Jotagá Crema       | Teodoro Poppovic                              | 27 tháng 4 năm 2018 |
| 16           | 8                  | "Chương 08: Bầy ếch"       | Dani Libardi       | Denis Nielsen                                 | 27 tháng 4 năm 2018 |
| 17           | 9                  | "Chương 09: Chuỗi đeo cổ"  | Jotagá Crema       | Juliana Rojas                                 | 27 tháng 4 năm 2018 |
| 18           | 10                 | "Chương 10: Máu"           | Philippe Barcinski | Guilherme Freitas                             | 27 tháng 4 năm 2018 |

### Mùa 3 (2019)
| TT. tổng thể | TT. trong mùa phim | Tiêu đề                | Đạo diễn           | Biên kịch                            | Ngày phát sóng gốc |
| ------------ | ------------------ | ---------------------- | ------------------ | ------------------------------------ | ------------------ |
| 19           | 1                  | "Chương 01: Cát"       | Daina Giannecchini | Denis Nielsen & Pedro Aguilera       | 7 tháng 6 năm 2019 |
| 20           | 2                  | "Chương 02: Dao mổ"    | Dani Libardi       | Carol Rodrigues                      | 7 tháng 6 năm 2019 |
| 21           | 3                  | "Chương 03: Thuốc men" | Daina Giannecchini | Ivan Nakamura                        | 7 tháng 6 năm 2019 |
| 22           | 4                  | "Chương 04: Con vịt"   | Dani Libardi       | Andréa Midori Simão                  | 7 tháng 6 năm 2019 |
| 23           | 5                  | "Chương 05: Cái cần"   | Dani Libardi       | Denis Nielsen                        | 7 tháng 6 năm 2019 |
| 24           | 6                  | "Chương 06: Cửa sập"   | Jotagá Crema       | Ivan Nakamura                        | 7 tháng 6 năm 2019 |
| 25           | 7                  | "Chương 07: Gardrone"  | Jotagá Crema       | Ricardo Gonçalves                    | 7 tháng 6 năm 2019 |
| 26           | 8                  | "Chương 08: Con sóng"  | Jotagá Crema       | Andréa Midori Simão & Pedro Aguilera | 7 tháng 6 năm 2019 |

### Mùa 4 (2020)
| TT. tổng thể | TT. trong mùa phim | Tiêu đề                | Đạo diễn           | Biên kịch                                     | Ngày phát sóng gốc  |
| ------------ | ------------------ | ---------------------- | ------------------ | --------------------------------------------- | ------------------- |
| 26           | 1                  | "Chương 01: Mặt trăng" | Daina Giannecchini | Teodoro Poppovic                              | 14 tháng 8 năm 2020 |
| 27           | 2                  | "Chương 02: Sốc"       | Diana Giannecchni  | Natalia Maeda                                 | 14 tháng 8 năm 2020 |
| 28           | 3                  | "Chương 03: Lửa"       | Jotagá Crema       | Carol Rodriguez & Ivan Nakamura               | 14 tháng 8 năm 2020 |
| 29           | 4                  | "Chương 04: Tàu ngầm"  | Jotagá Crema       | Denis Nielsen                                 | 14 tháng 8 năm 2020 |
| 30           | 5                  | "Chương 05: Bức vẽ"    | Dani Libardi       | Denis Nielsen, Natalia Maeda & Pedro Aguilera | 14 tháng 8 năm 2020 |
| 31           | 6                  | "Chương 06: Nút"       | Diana Giannecchini | Carol Rodriguez                               | 14 tháng 8 năm 2020 |
| 32           | 7                  | "Chương 07: Mặt trời"  | Dani Libardi       | Ivan Nakamura, Denis Nielsen & Pedro Aguilera | 14 tháng 8 năm 2020 |

## Đón nhận

### Giải thưởng
| Năm  | Lễ trao giải                         | Hạng mục                               | Đề cử | Kết quả     | Nguồn  |
| ---- | ------------------------------------ | -------------------------------------- | ----- | ----------- | ------ |
| 2017 | Giải Fénix Awards                    | Truyền hình: Sê ri chính kịch hay nhất | 3%    | Đề cử       | [ 11 ] |
| 2019 | Giải Rio2C (Rio Creative Conference) | Giải khán giả toàn cầu                 | 3%    | Chiến thắng | [ 12 ] |
| 2020 | Giải ABC Cinematography              | TV - Quay phim xuất sắc nhất           | 3%    | Đề cử       | [ 11 ] |